# Ambystoma barbouri
Ambystoma barbouri is een salamander uit de familie molsalamanders (Ambystomatidae). De soort werd voor het eerst wetenschappelijk beschreven door Edward Frederick Kraus en James Walker Petranka in 1989. De soortaanduiding barbouri is een eerbetoon aan Thomas Barbour.

## Verspreiding en leefgebied
Deze soort komt voor in de Verenigde Staten in Centraal-Kentucky, Zuidwest-Ohio, Zuidoost-Indiana en Tennessee. Er zijn afzonderlijke populaties in Livingston County (Kentucky) en West-Virginia.